# Hans-Hermann Heidner
Hans-Hermann Heidner (* 28. April 1957 in Hannover) ist ein deutscher Jurist. Er war von August 2004 bis März 2023 Richter am Bundesfinanzhof.

## Leben und Wirken
Heidner trat nach dem Abschluss seiner juristischen Ausbildung 1987 in den höheren Dienst der niedersächsischen Finanzverwaltung ein. Dort war er als Sachgebietsleiter eines Finanzamts für Großbetriebsprüfungen sowie beim Finanzministerium tätig. Mitte 1990 wechselte er als Richter an das Niedersächsische Finanzgericht. Heidner ist zu dem Thema „Die Bedeutung der mutmaßlichen Einwilligung als Rechtfertigungsgrund, insbesondere im Rahmen des ärztlichen Heileingriffs“ promoviert. Er ist als Mitautor eines Kommentars im Steuerrecht tätig.
Mit der Ernennung zum Richter am Bundesfinanzhof am 1. August 2004 wies ihn das Präsidium dem V. Senat zu, der für Umsatzsteuer, Körperschaft- und Gewerbesteuer (Steuerbefreiungen) zuständig ist. Heidner trat am 31. März 2023 in den Ruhestand.